# ジェリー・ジョセフ・オコンネル
ジェリー・ジョセフ・オコンネル(英語: Jerry Joseph O'Connell, 1909年6月14日 - 1956年1月16日)は、アメリカ合衆国出身の弁護士・政治家。モンタナ州第1選挙区選出のアメリカ合衆国下院議員。
1930年に21歳でモンタナ州下院議員に選出され、州史上最年少の州議会議員の一人となった。1937年からモンタナ州第1選挙区選出のアメリカ合衆国下院議員米国下院議員として1期の任期を務めた。
1930年代半ばから左翼主義的な1940年代には、ワシントン州で民主党と進歩党のリーダーとして活躍し、1948年の大統領選挙ではヘンリー・A・ウォレスの支持者となった。
1950年以降、オコンネルはモンタナ州で刑事弁護人として活躍したが、1956年に心臓発作で急逝した。

## 経歴・人物
1909年6月14日、モンタナ州ビュートに生まれたオコンネルは、ビュートの教区学校に通っていた。1931年にモンタナ州ヘレナのキャロル・カレッジ（旧マウント・セント・チャールズ・カレッジ）を卒業し、民主党全国委員会のスタッフとして働きながら、アメリカ・カトリック大学のコロンバス・スクール・オブ・ローとジョージタウン大学に通った。

## 政治家
オコンネルは、1931年から1934年までモンタナ州下院議員を務めたあと、1934年から1936年までモンタナ州公共サービス委員会の委員を務めた。また、1930年から1940年にかけて、民主党州大会の代表を務め続けた。
オコンネルの友人ロバート・マーシャルは、1930年代にインディアン事務局の林業主任、米国森林局のレクリエーション管理責任者などを歴任していた。マーシャルは1939年に死去したが、オコンネルはマーシャルの遺言によって設立された自然保護基金「ロバート・マーシャル・ウィルダネス基金」の理事長に任命された。同基金は、組織労働者、農場擁護団体、失業者の擁護者の間の政治的調整を改善するための活動を行った。

### 連邦下院議員
オコンネルは民主党員として第75回議会下院議員に選出された（1937年1月3日 - 1939年1月3日）。
下院議員時代には、友人のジョン・バーナード下院議員(MN-8)と共にスペインを訪れた。当時のスペインはフランシスコ・フランコ率いる右派のファランヘ党とマヌエル・アサーニャ率いる左派の人民戦線政府で内戦(スペイン内戦)が発生しており、オコンネルとバーナードは、コミンテルンが組織した国際旅団(外国義勇軍部隊)のエイブラハム・リンカーン旅団への支援を示すためにスペインに滞在していた。オコンネルは、1938年と1940年にも下院議員選挙に立候補したが落選した。

### 議員引退
オコンネルは、1944年6月にワシントン州シアトルに移住した。1944年12月から1947年1月までワシントン州民主党中央委員会の事務局長、1947年にはルーズベルト民主党の事務局長、1948年と1949年にはワシントン州進歩党の事務局長を務めた。また、1946年から1949年までシアトル労働学校の講師を務めた。これらの経歴は、後にアメリカ議会から調査の対象となった。
1948年6月、オコンネルは「ムント法案打倒全国委員会」の委員長を務めた。ムント・ニクソン法案は下院を通過したものの、上院の審議は停滞していた。同法案はアメリカ共産党の全構成員に対して司法省への登録を義務付けるものであったが、反対派はその成立を阻止することに成功した。

### 弁護士
オコンネルは1950年にモンタナ州の弁護士資格を取得し、亡くなるまでグレートフォールズで弁護士として活躍した。1951年には、クラレンス・チェスター・ペレット殺害事件でフランク・ドライマンの弁護を担当した。1952年から1954年にかけて、モンタナ州の裁判所が2つの死刑判決を覆すほど、オコンネルは控訴を成功させた。1955年2月、ドライマンは終身刑となった。

## 共産主義者疑惑
1950年、下院非米活動委員会の委員であったカール・E・ムントとリチャード・ニクソンは、ムント法案敗訴全国委員会（NCDMB）の委員長を務めていたオコンネルを、共産主義者のシンパではないかと疑っていた。報告書では、オコンネルと共産党及び全米弁護士協会との強いつながりが指摘されており、両団体はオコンネルがかつて所属していた進歩党と協力関係にあった。
1955年、オコンネルは下院非米活動委員会の会議に出頭し、1948年に進歩党として大統領選に出馬したヘンリー・A・ウォレスを支援したことなど、共産主義者との関係の可能性について広く質問されたが、オコンネルは、共産主義者や共産主義との関係を否定した。オコンネルは、NCDMBでの自分の役割についての質問には、曖昧な主張を行った。例えば、NCDMBで何かの役職に就いていたかという質問に対して、オコンネルは最初は「いいえ」と答えたが、その後、1948年6月にNCDMBに加入したことを認め、その所属終了日を「おそらく1950年9月13日」と述べた。しかし、委員会はオコンネルと共産主義者との関わりについて決定的な証拠を得られず、委員会の評価は下がった。

## 死去
オコンネルは1956年1月16日、グレートフォールズで心臓発作のために亡くなった。グレートフォールズのHillcrest Lawn Memorial Mausoleumに埋葬された。

### 書籍
- United States Congress (1938). Official Congressional Directory. Washington, DC: US Government Printing Office
- U.S. Congress (2005). Biographical Directory of the United States Congress, 1774-2005. Washington, DC: US Government Printing Office. ISBN 978-0-16-073176-1
- U.S. House of Representatives, Subcommittee of the Committee on Un-American Activities (June 1, 1955). Investigation of Communist Activities in the Seattle, Wash. Area, Part 3. Washington, DC: US Government Printing Office

### 新聞記事
- “Well-Known Pair Wed in Bozeman: Miss Alvena Smith Becomes Bride of Jerry O'Connell”. Montana Standard (Butte, MT). (1931年10月4日)
- “Amazing Matrimonial Ramblings of Jerry Revealed by Marriage”. Independent Record (Helena, MT). (1937年1月3日)
- “Five Are Admitted to Practice Law in Montana”. Independent Record (Helena, MT). (1950年6月23日)
- “O'Connell Linked with Red Party”. Great Falls Tribune. Associated Press (Great Falls, MT). (1950年12月12日)
- “O'Connell Says He Didn't Act for Reds”. The Missoulian. Associated Press (Missoula, MT). (1955年6月2日)
- “Jerry O'Connell, 46, State Lawyer and Former Congressman, Dies Here”. Great Falls Tribune (Great Falls, MT). (1956年1月17日)
- “Obituary, Mazie O'Connell Ross”. Great Falls Tribune (Great Falls, MT). (2005年4月8日)
- Pellett, Clem C. (2014年10月5日). “Catching a Montana killer”. Great Falls Tribune 2017年9月3日閲覧。

### Webサイト
- “Cemetery Index, Hillcrest Lawn, Great Falls, Montana”. Cemetery Index for Cascade County, Montana.   USGenWeb Archives (1997年9月1日). 2018年1月30日閲覧。
- “2010 OAH Annual Meeting”.   Organization of American Historians (2010年4月). 2010年12月10日閲覧。
- Burnett, Lucy Marie. “Pacific Northwest Labor School: Educating Seattle's Labor Left”.   University of Washington. 2017年9月15日閲覧。
- Pedersen, Vernon (2010年4月8日). “Terminal Hearing: The House Committee on Un‑American Activities and the Death of Jerry J. O'Connell”.   C-SPAN. 2010年12月10日閲覧。
- “Karl Mundt Archives: Justice 1950-1972”.   Karl E. Mundt Historical & Educational Foundation and Archives (2018年). 2018年3月9日閲覧。